# SOS (ABBAの曲)
「SOS」（原題：SOS）は、スウェーデンのグループ・ABBAが1975年にリリースしたシングル。作詞及び作曲は、ベニー・アンダーソンとビョルン・ウルヴァース。 

## 概要
アメリカでは、1975年9月8日にリリースし、イギリスでは1975年9月20日にリリースした。アメリカのビルボード誌では第15位を獲得し、イギリスの全英アルバムチャートで第6位を獲得した。
また、オーストラリア（アリア）・ベルギー（VRT）・ドイツなどでも第1位を獲得。
日本では2001年のTBS系金曜ドラマ『ストロベリー・オンザ・ショートケーキ』のエンディング・テーマに起用された。それに伴い再発売されたシングル盤は日本のオリコン週間シングルチャートで第15位を獲得している。
ローリング・ストーンが選ぶ「最も素晴らしいABBAの曲」のランキングでは4位に選ばれた。